# Étable (ferme)
Pour les articles homonymes, voir étable.
 (octobre 2024).

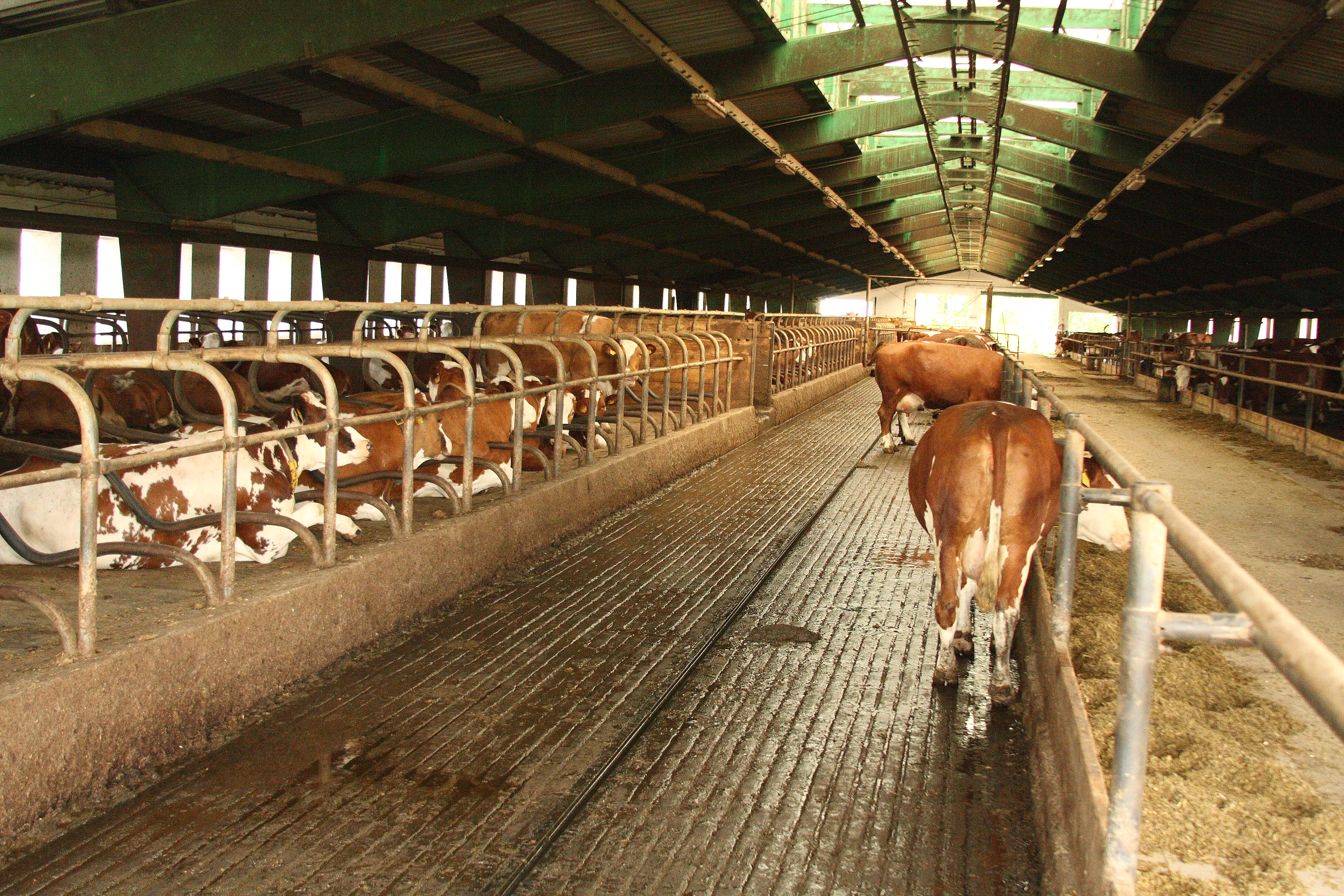
Intérieur d'une étable.

Dans une ferme, l’étable est la partie du bâtiment réservée à l'élevage des bovins, et plus particulièrement des vaches. L'étable peut se matérialiser également sous la forme d'une construction dissociée du corps bâti principal de cette ferme. L'étable est donc le lieu où le bétail est mis en stabulation entravée ou libre. De façon plus précise, on peut également utiliser le terme vacherie pour désigner une étable réservée aux vaches.